# مواقع هاف-لايف
سلسلة هاف-لايف لألعاب الفيديو تتضمن العديد من المواقع الموجودة في مستقبل بائس ناجم من أحداث اللعبة الأولى، هاف-لايف. تستخدم هذه المواقع وتتكرر الإشارة إليها خلال السلسلة. المواقع، في غالب الأمر، مصممة ومُشكّلة بناء على مواقع تعادلها من العالم الحقيقي في أوروبا الشرقية، لكنها تشمل أيضا مواقع ذات طابع الخيال العلمي بما في ذلك مركز بلاك ميسا للأبحاث، مجمع أبحاث مَتاهي تحت الأرض، والبعد الفضائي، زِنْ.

## هاف-لايف وحزم التوسعة

### مركز بلاك ميسا للأبحاث

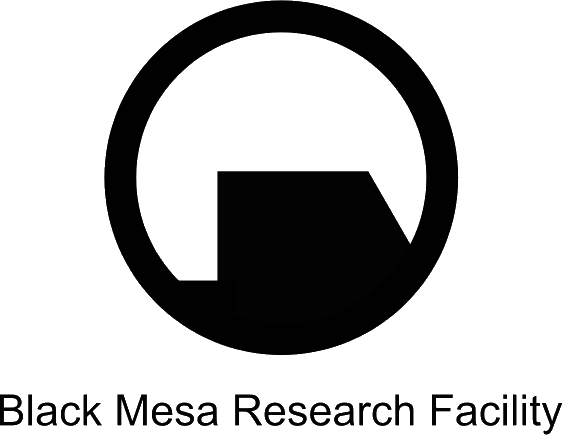
شعار بلاك ميسا الرسمي

مركز بلاك ميسا للأبحاث هو الموقع الرئيسي لهاف-لايف وحزم توسعتها الثلاثة: أوبوزينغ فورس، بلو شيفت وديكاي. القاعدة هي محطة خرجت من الخدمة لإطلاق الصواريخ عابرة القارات في موقع صحراوي لم يكشف عنه في نيومكسيكو، حولت إلى مركز للأبحاث العلمية. تُصور هذه المنشأة على شكل سلسلة واسعة من مختبرات البحوث تحت الأرض بالإضافة إلى مبان على السطح مثل المكاتب، معامل التخلص من النفايات الكيماوية ومهاجع الأفراد، تشغل جميعها باستخدام سد كهرومائي وتتصل بواسطة نظام ترام متقدم.
على مدى السلسلة، يكشف عن إجراء مركز بلاك ميسا لأبحاث سرية للغاية في مختلف المجالات، كالنقل عن بعد وأبحاث في الأسلحة التجريبية. تجارب العلماء في النقل عن بعد قبل بداية هاف-لايف تؤدي إلى اكتشاف زِنْ، عالم حدودي يرتبط جوهريا على نحو ما بعملية الانتقال. نتيجة لذلك، تجلب مخلوقات وبلورات من زن إلى المنشأة لفحصها. توضع في بداية هاف-لايف بلورة شبيهة (يكشف في إيبيسود تو أن من جلبها هو جي-مان) في مطياف للكتلة المضادة مما يؤدي إلى متتالية رنينية تمزق اتصال الزمكان. نتيجة لذلك، تنقل مخلوقات زن إلى المنشأة وتفترس الموجودين من البشر.

### زن
زِنْ هو بعد بديل والموطن المتبنى للفورتيغانت، وهو عبارة عن مجموعة من الكويكبات معلقة فوق سديم. يعرض عالم زن بشكل موجز في هاف-لايف وحزمتي التوسعة أوبوزينغ فورس وبلوشيفت. غالبا ما يشار إليه باسم "عالم حدودي"، لارتباطه بشكل ما مع عملية النقل البعيد التي يستخدمها مركز بلاك ميسا. يواجه اللاعب في زن كائنات حية متعددة الأنواع مثل الهيدكراب، بالإضافة إلى الكائنات الواعية التي تسكن هذا العالم بشكل أصلي. ترتبط الكويكبات معا بنظام النقل البعيد الخاص بها.

## هاف-لايف 2 وحلقاتها

### المدينة 17
المدينة 17 هي منطقة حضارية بائسة في أوروبا الشرقية تكوّن الخلفية الرئيسية لهاف-لايف 2 وإيبيسود ون. تحتوي المدينة على العديد من أنواع العمارة؛ من عمارة أوروبا الشرقية التي ترجع للحركة الكلاسيكية الحديثة ما قبل الحرب العالمية الثانية، إلى فترة إحياء التصاميم الكلاسيكية ما بعد الحرب، فترة حداثة الاتحاد السوفييتي والتصاميم المعاصرة بعد انهيار الاتحاد السوفيتي، بالإضافة إلى مباني الكومباين. تحتوي المدينة على عدد كبير من اللافتات مكتوبة بالسيريلية.
المدينة 17 هي مركز عمليات الكومباين على كوكب الأرض. تقع القلعة، مقر مسؤول البشرية والاس برين، في منتصف المدينة. القلعة بحد ذاتها هي بناء طويل بشكل استثنائي ذو تصميم كومبايني، يصل بعمق تحت سطح الأرض وحوالي 2.5 كيلومتر ارتفاعا بين السحب، فارضة تواجدها المشؤوم في أفق المدينة 17. تشكل القلعة نقطة مرجعية للاعب أثناء تجواله، بالإضافة لتقديم هدف طويل الأمد لقيادة تصرفات اللاعب.